# Gilberto Agustoni
Gilberto Agustoni (1922–2017) là một Hồng y người Thụy Sĩ của Giáo hội Công giáo Rôma. Ông từng đảm trách vai trò Hồng y Đẳng Linh mục Nhà thờ Hiệu tòa Ss. Urbano e Lorenzo a Prima Porta và Tổng trưởng Tối cao Pháp viện và Chủ tịch Hội đồng Tòa án tối cao Thành quốc Vatican.
Trước khi đảm nhận vai trò Tổng trưởng Tối cao Pháp viện, ông từng đảm nhận nhiều chức danh khác như: Giáo sĩ Thẩm định Tòa Thượng thẩm Rota (1970–1986), Tham tán Tòa Ân giải Tối cao (1984–1985), Tổng Thư ký Uỷ ban Hồng y về Quản trị các Giáo hoàng Thánh đường Pompeii, Loreto và Bari (1986–1992), Tổng Thư ký Thánh bộ Giáo sĩ (1986–1992), Quyền Tổng trưởng Tối cao Pháp viện (1992–1994). Ông được vinh thăng Hồng y ngày 26 tháng 11 năm 1994, bởi Giáo hoàng Gioan Phaolô II.

## Tiểu sử
Hồng y Gilberto Agustoni sinh ngày 26 tháng 7 năm 1922, tại Schaffhausen, Giáo phận Basel e Lugano, Thụy Sĩ. Sau quá trình tu học dài hạn tại các cơ sở chủng viện theo quy định của Giáo luật, ngày 20 tháng 4 năm 1946, Phó tế Agustoni, 24 tuổi, tiến đến việc được truyền chức linh mục. Cử hành nghi thức truyền chức cho tân linh mục Agustoni là giám mục Angelo Giuseppe Jelmini, Giám quản Tông Tòa Giáo phận Lugano. Ông là thành viên linh mục đoàn Giáo phận Basel e Lugano.
Từ ngày 5 tháng 5 năm 1970, linh mục Agustoni đảm trách vai trò Giáo sĩ Thẩm định Tòa Thượng thẩm Rota. Trong hai năm 1984 và 1985, ông kiêm thêm vai trò Tham tán Tòa Ân giải Tối cao.
Sau 40 năm thi hành các công việc mục vụ trên cương vị và thẩm quyền của một linh mục, ngày 18 tháng 12 năm 1986, Tòa Thánh ra thông báo loan tin Giáo hoàng đã quyết định tuyển chọn linh mục Gilberto Agustoni, 64 tuổi, gia nhập Giám mục đoàn Công giáo Hoàn vũ, với vị trí được bổ nhiệm là Tổng giám mục Hiệu tòa Caprulae, kiêm nhiệm chức danh Tổng Thư ký Thánh bộ Giáo sĩ. Lễ tấn phong cho vị giám mục tân cử được tổ chức sau đó vào ngày 6 tháng 1 năm 1987, với phần nghi thức truyền chức chính yếu được cử hành cách trọng thể bởi 3 giáo sĩ cấp cao, gồm vụ chủ phong là đương kim giáo hoàng, Giáo hoàng Gioan Phaolô II; hai vị giáo sĩ khác, trong vai trò phụ phong, gồm có Tổng giám mục Eduardo Martínez Somalo, Thành viên Văn phòng Phủ Quốc vụ khanh Tòa Thánh và Tổng giám mục José Tomás Sánchez, Nguyên Tổng giám mục đô thành Tổng giáo phận Nueva Segovia. Tân giám mục chọn cho mình khẩu hiệu: CHRISTUS SPES GLORIÆ. Từ năm 1986 đến năm 1992, ông còn kiêm nhiệm vai trò Tổng Thư ký Uỷ ban Hồng y về Quản trị các Giáo hoàng Thánh đường Pompeii, Loreto và Bari.
Hơn 5 năm đảm nhận vai trò Tổng Thư ký Thánh bộ Giám mục của ông kết thúc bằng quyết định bổ nhiệm từ Tòa Thánh, cụ thể Tổng giám mục LGilberto Agustoni đã được Tòa Thánh bổ nhiệm làm Quyền Tổng trưởng Tối cao Pháp viện. Thông báo về việc bổ nhiệm này được công bố cách rộng rãi vào ngày 2 tháng 4 năm 1992. Không lâu sau đó, bằng việc tổ chức công nghị Hồng y năm 1994 được cử hành chính thức vào ngày 26 tháng 11, Giáo hoàng Gioan Phaolô II đưa ra quyết định vinh thăng Tổng giám mục Gilberto Agustoni tước vị danh dự của Giáo hội Công giáo, Hồng y. Tân Hồng y thuộc Đẳng Hồng y Phó tế và Nhà thờ Hiệu tòa được chỉ định là Nhà thờ Ss. Urbano e Lorenzo a Prima Porta. Cùng ngày vinh thăng, ông trở thành Tổng trưởng Tối cao Pháp viện, kiêm nhiệm chức danh Chủ tịch Hội đồng Tòa án tối cao Thành quốc Vatican.
Ngày 5 tháng 10 năm 1998, Tòa Thánh chấp thuận đơn xin hồi hưu của ông, theo Giáo luật. Ngày 24 tháng 2 năm 2005, ông được thăng đẳng Hồng y Linh mục và cử hành các nghi thức nhận nhà thờ hiệu tòa của mình vào ngày 11 tháng 12 cùng năm.
Ông qua đời ngày 13 tháng 1 năm 2017, thọ 95 tuổi.